# Celastrina admirabilis
Celastrina admirabilis är en fjärilsart som beskrevs av Sugitani 1936. Celastrina admirabilis ingår i släktet Celastrina och familjen juvelvingar. Inga underarter finns listade i Catalogue of Life.